# Vincenzo Assennato
Vincenzo Assennato (Caltanissetta, 20 aprile 1925 – Caltanissetta, 15 ottobre 1977) è stato un politico italiano, sindaco di Caltanissetta dal 1975 al 1977.